# Nico, 1988
Pour plus de détails, voir Fiche technique et Distribution.
Nico, 1988 est un film biographique italo-belge réalisé par Susanna Nicchiarelli.
Sa première projection a lieu au festival de Venise fin août 2017. Le film sort en France en avril 2018, avec un bon accueil critique.

## Synopsis
Nico, l'ex-muse d'Andy Warhol et chanteuse du Velvet Underground, à présent vieillie et privée de sa beauté, se réinvente comme soliste, s'aventurant dans sa dernière tournée en Europe, cherchant à trouver un sens à sa vie et à renouer le rapport à son fils, jamais reconnu par son père Alain Delon, tourmenté d'instincts suicidaires.

## Fiche technique
- Titre : Nico, 1988
- Réalisation : Susanna Nicchiarelli
- Scénario : Susanna Nicchiarelli
- Photographie : Crystel Fournier
- Montage : Stefano Cravero
- Costumes : Francesca Vecchi et Robert Vecchi
- Décors : Alessandro Vannucci et Igor Gabriel
- Musique : Gatto Ciliegia
- Producteur : Marta Donzelli, Gregorio Paonessa, Joseph Rouschop et Valérie Bournonville
  - Producteur délégué : Serena Alfieri et Karim Cham
  - Producteur exécutif : Alessio Lazzareschi
  - Producteur associé : Philippe Logie
- Production : Vivo Film, Rai Cinema et Tarantula
  - Coproduction : VOO et BeTV
- Distribution : Kinovista
- Pays d’origine :  Italie et  Belgique
- Genre : Film biographique
- Durée : 93 minutes
- Dates de sortie :
  -  Italie :
    - 30 août 2017 (Mostra de Venise 2017)
    - 12 octobre 2017 (en salles)

  -  France : 18 avril 2018

## Distribution
- Trine Dyrholm : Nico
- Gordon John Sinclair : Richard
- Anamaria Marinca : Sylvia
- Sandor Funtek : Ari
- Thomas Trabacchi : Domenico
- Karina Fernandez : Laura
- Calvin Demba : Alex
- Francesco Colella : Francesco

## Distinctions

### Récompenses
- Mostra de Venise 2017 : Prix Orizzonti du meilleur film [2].
- 63e cérémonie des David di Donatello[3]:
  - David di Donatello du meilleur scénario original.
  - David di Donatello du meilleur coiffeur.
  - David di Donatello du meilleur ingénieur du son.

### Nomination
- Magritte 2019 : Magritte du meilleur film étranger en coproduction.